# Saint-Hilaire-de-Villefranche
Saint-Hilaire-de-Villefranche – miejscowość i gmina we Francji, w regionie Nowa Akwitania, w departamencie Charente-Maritime. W 2013 roku populacja ówczesnej gminy wynosiła 1232 mieszkańców.
Dnia 1 stycznia 2019 roku połączono dwie wcześniejsze gminy: La Frédière oraz Saint-Hilaire-de-Villefranche. Siedzibą gminy została miejscowość Saint-Hilaire-de-Villefranche, a nowa gmina przyjęła jej nazwę. 